# Kanton Selongey
Selongey is een voormalig kanton van het Franse departement Côte-d'Or. Het kanton maakte deel uit van het arrondissement Dijon. Het werd opgeheven bij decreet van 18 februari 2014, met uitwerking op 22 maart 2015. Alle gemeenten werden toegevoegd aan het kanton Is-sur-Tille.

## Gemeenten
Het kanton Selongey omvatte de volgende gemeenten:
- Boussenois
- Chazeuil
- Foncegrive
- Orville
- Sacquenay
- Selongey (hoofdplaats)
- Vernois-lès-Vesvres
- Véronnes